# Телериг
 Тази статия е за българския владетел.  За селото в Североизточна България вижте Телериг (село).  За софтуерната компания вижте Телерик.
Телерѝг е владетел на България от 768 до 777 година.

## Управление
Неговото управление съвпада с края на вътрешната криза в България от VIII век. За пръв път името му се споменава в изворите във връзка с похода на византийския император Константин V Копронѝм срещу България през май 774 г. Този поход завършва без решително сражение, с мирен договор между двете страни. В края на същата година обаче Телериг изпраща армия от 12 000 души в Берзития (в дн. Северна Македония), но византийският василевс, предупреден от своите агенти в Плиска, събира многократно по-силна войска и успява да срази българските части. Въодушевен от успеха си, император Константин V отново предприема поход срещу България, но северните ветрове възпират византийския флот край Месемврия (дн. Несебър) и по този начин осуетяват византийските планове.
Хан Телериг разбира, че заради голямото количество византийски агенти в българската столица, всички негови планове бързо стават известни на византийския император. За да ограничи това византийско влияние в българската столица, Телериг изпраща писмо до византийския император, в което пише, че възнамерява да избяга при него, но иска гаранции за себе си и имената на византийските агенти, които могат да му помогнат. Константин V Копроним познава ситуацията в България и приема, че Телериг е поредният български владетел, който е принуден да напусне престола. Той изпраща на българския хан имената на своите шпиони. На Телериг не му остава нищо друго освен да прочисти Плиска от предателите, които изтребва до крак.

## Последваща съдба
През 777 г. Телериг, след поредния преврат, все пак е принуден да избяга в Константинопол. Новият византийски император Лъв IV Хазар, син на Константин V, приема Телериг, като бившият хан приема кръщение с християнското име Теофилакт. От страна на императора той е удостоен с титлата „патриций“ и е оженен за Мария, братовчедката на императрица Ирина Атинянката.
В бившата колекция на Георги Закос – търговец на византийски антики и известен експерт по сфрагистика от средата на ХХ век, са открити два екземпляра на моливдовул на патриция Телериг-Теофилакт, които днес се съхраняват в колекцията на Харвардския университет в Дъмбартън Оукс. От едната страна те имат петредов надпис на гръцки: „Христе, помагай на своя раб“, а от другата страна – монограм „Телериг-Теофилакт патриций“, което Веселин Бешевлиев разчита и като „Телериг-Богохраним патриций“.

## Неясноти около името
В различни източници името се среща като Телериг или Телерих (Симеон Логотет и Метафраст). Някои изследователи обръщат внимание, че частицата -риг/рих се среща и в имена като Исперих, където имаме име Испор/Испер и предполагат, че частицата -рих/риг изразява някаква титла. В този смисъл имената на Телериг и Телец са странно близки като звучене

## Памет
На Телериг е наречена улица в квартал „Бояна“ в София (Карта).